# Lasza Dwali
Lasza Dwali (gruz. ლაშა დვალი, ur. 14 maja 1995 w Tbilisi) – gruziński piłkarz występujący na pozycji obrońcy w APOEL FC oraz w reprezentacji Gruzji.

## Kariera klubowa
Swoją karierę piłkarską Dwali rozpoczął w klubie Saburtalo Tbilisi, w którym trenował w latach 2001–2007. W 2008 roku podjął treningi w Metalurgi Rustawi. W 2013 roku wyjechał na Łotwę i został zawodnikiem klubu Skonto FC. 14 lipca 2013 zadebiutował w łotewskiej ekstraklasie w wygranym 5:0 domowym meczu z Daugavą Ryga. W sezonie 2013 wywalczył ze Skonto wicemistrzostwo Łotwy.
Latem 2013 Dwali przeszedł do Reading FC. W 2014 roku został z niego wypożyczony do Skonto i w 2014 został wicemistrzem kraju. W 2015 roku przeszedł na półroczne wypożyczenie do tureckiego klubu Kasımpaşa SK. Swój debiut w nim zaliczył 14 lutego 2015 w zremisowanym 0:0 wyjazdowym meczu z Kardemir Karabükspor. W 2015 roku na zasadzie transferu definitywnego przeniósł się do MSV Duisburg. W rundzie jesiennej sezonu 2015/16 rozegrał dla tego klubu 1 mecz w 2. Bundeslidze. Na początku 2016 roku Dwali podpisał kontrakt ze Śląskiem Wrocław.

## Kariera reprezentacyjna
Dwali grał w młodzieżowych reprezentacjach Gruzji. W seniorskiej reprezentacji Gruzji zadebiutował 29 marca 2015 w przegranym 0:2 meczu eliminacji Mistrzostw Europy 2016 z Niemcami, rozegranym w Tbilisi. W 4. minucie tego meczu zmienił Aleksandre Amisulaszwilego.

### Bramki w reprezentacji
| Lp. | Data              | Miejsce                               | Przeciwnik | Bramka | Rezultat | Ranga meczu     |
| --- | ----------------- | ------------------------------------- | ---------- | ------ | -------- | --------------- |
| 1.  | 13 listopada 2017 | Stadion im. Ramaza Szengelii, Kutaisi | Białoruś   | 2:1    | 2:2      | Mecz towarzyski |

## Sukcesy
Ferencvárosi TC
- mistrzostwo Węgier: 2018/19, 2019/20

## Odznaczenia
- Order Honoru – 2024[1][2][3][4]